# Abborragölen (Våthults socken, Småland)
Abborragölen är en sjö i Gislaveds kommun i Småland och ingår i Nissans huvudavrinningsområde.